# 普利斯卡

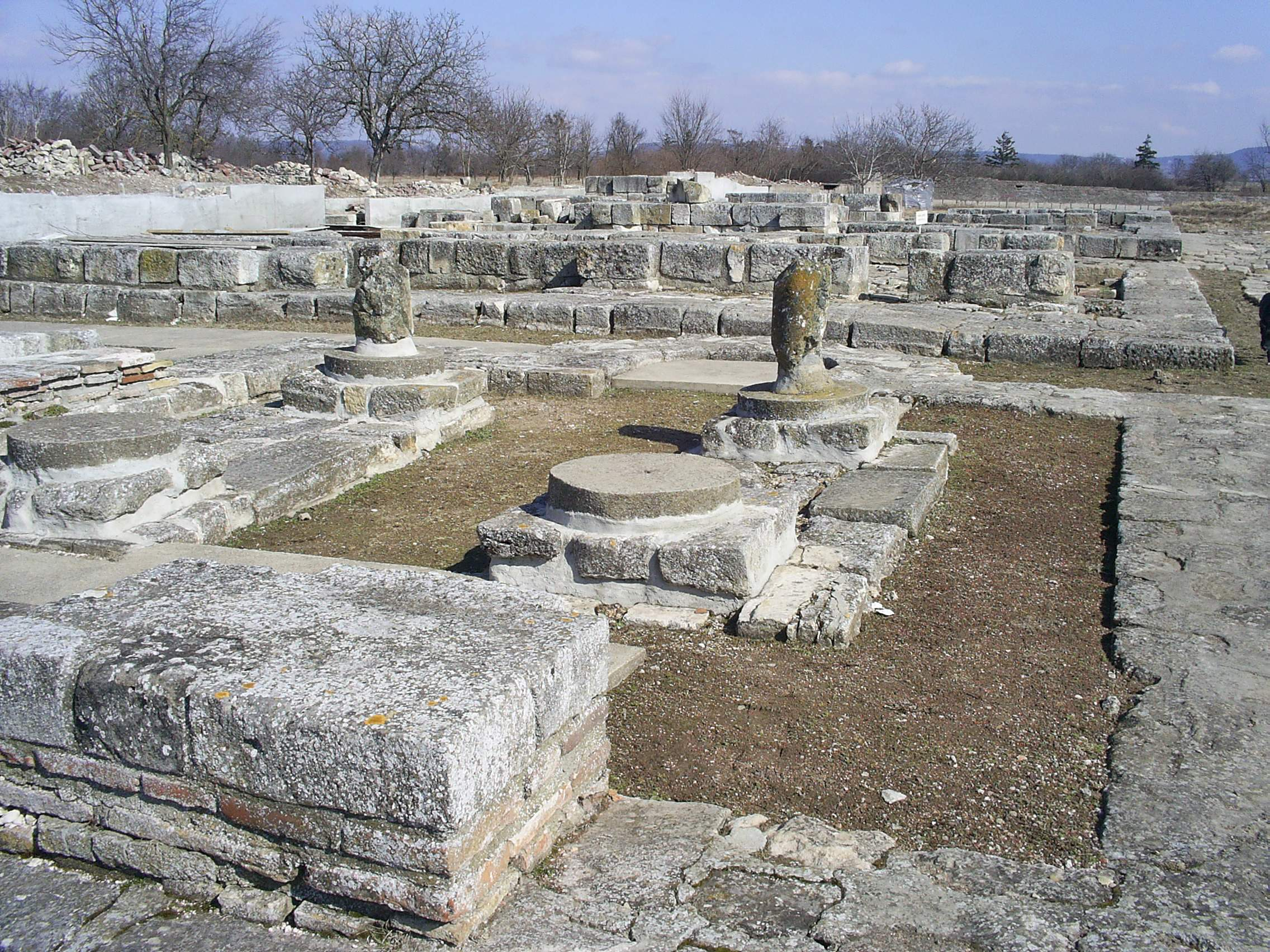
中世紀早期都市普利斯卡的遺跡

普利斯卡（古教會斯拉夫語：Пльсковъ）是保加利亞的一個小鎮。普利斯卡曾是保加利亞第一帝國的第一個首都。在681年到893年期間，普利斯卡一直是保加利亞的首都。近年來，普利斯卡的遺跡得到了發掘。其遺跡位於現普利斯卡以北三公里處。普利斯卡目前有人口1,124人。

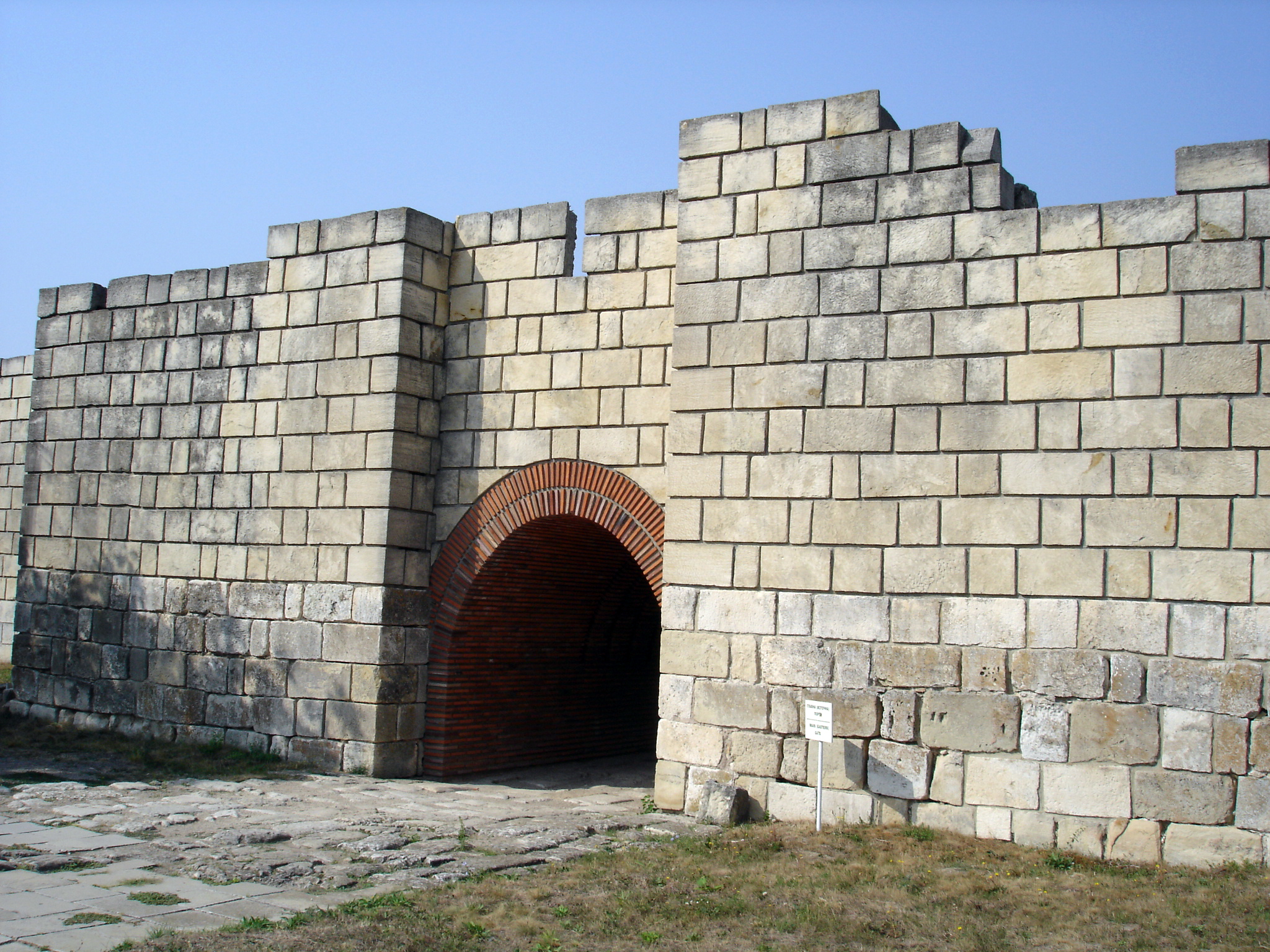
城堡之门
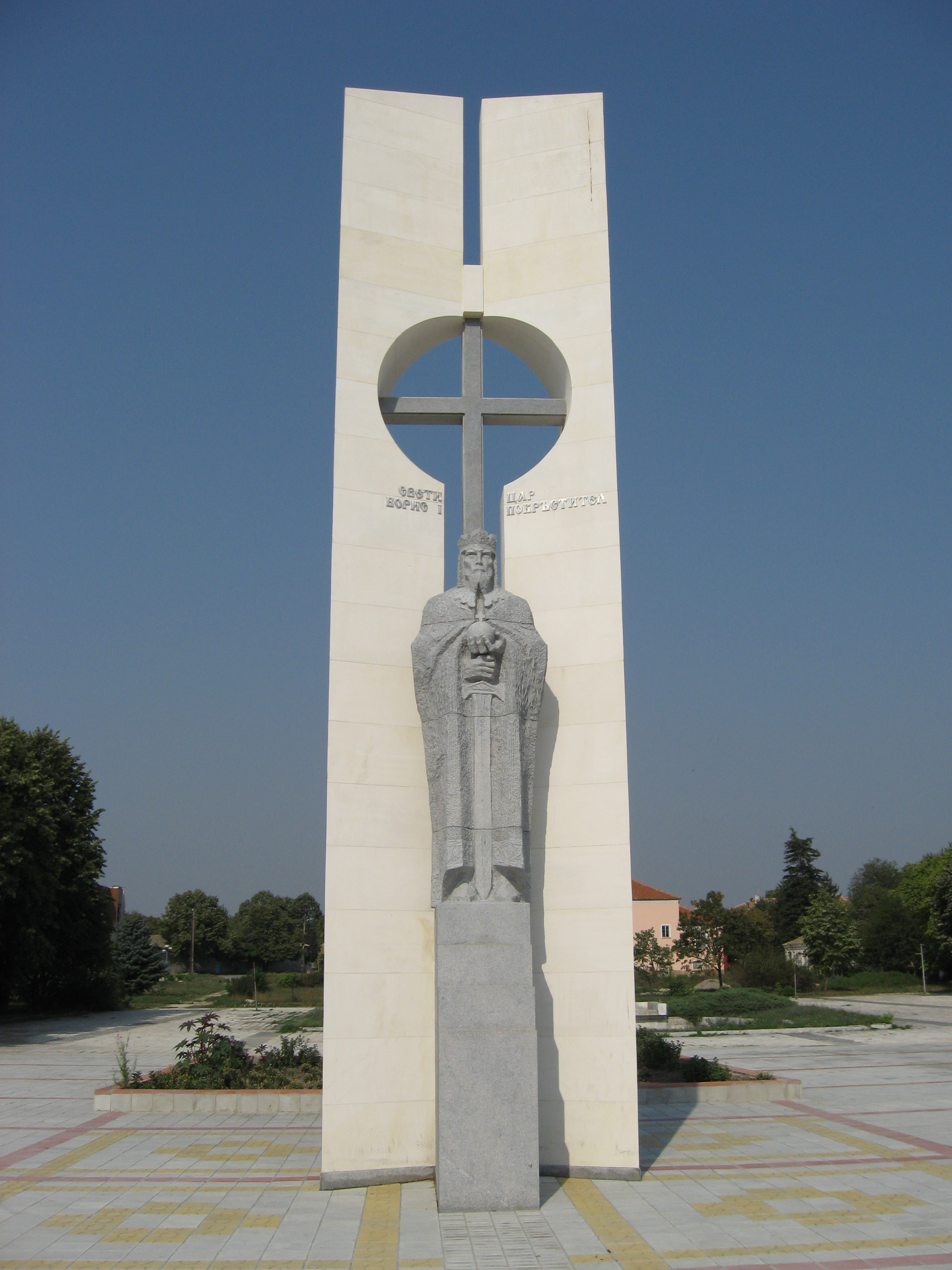
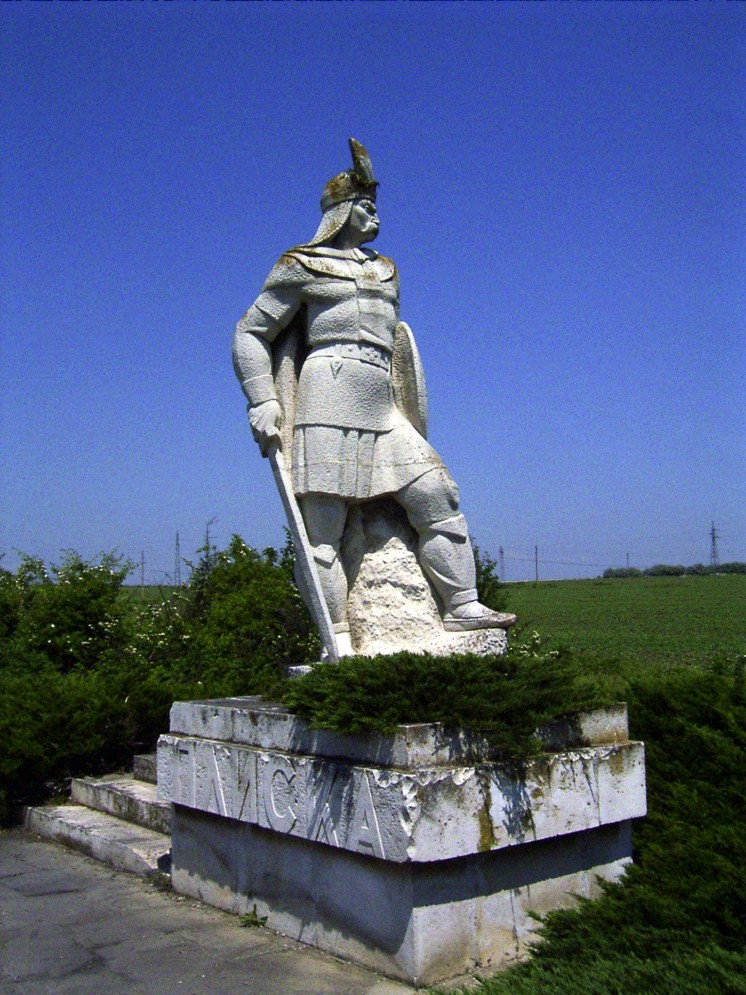
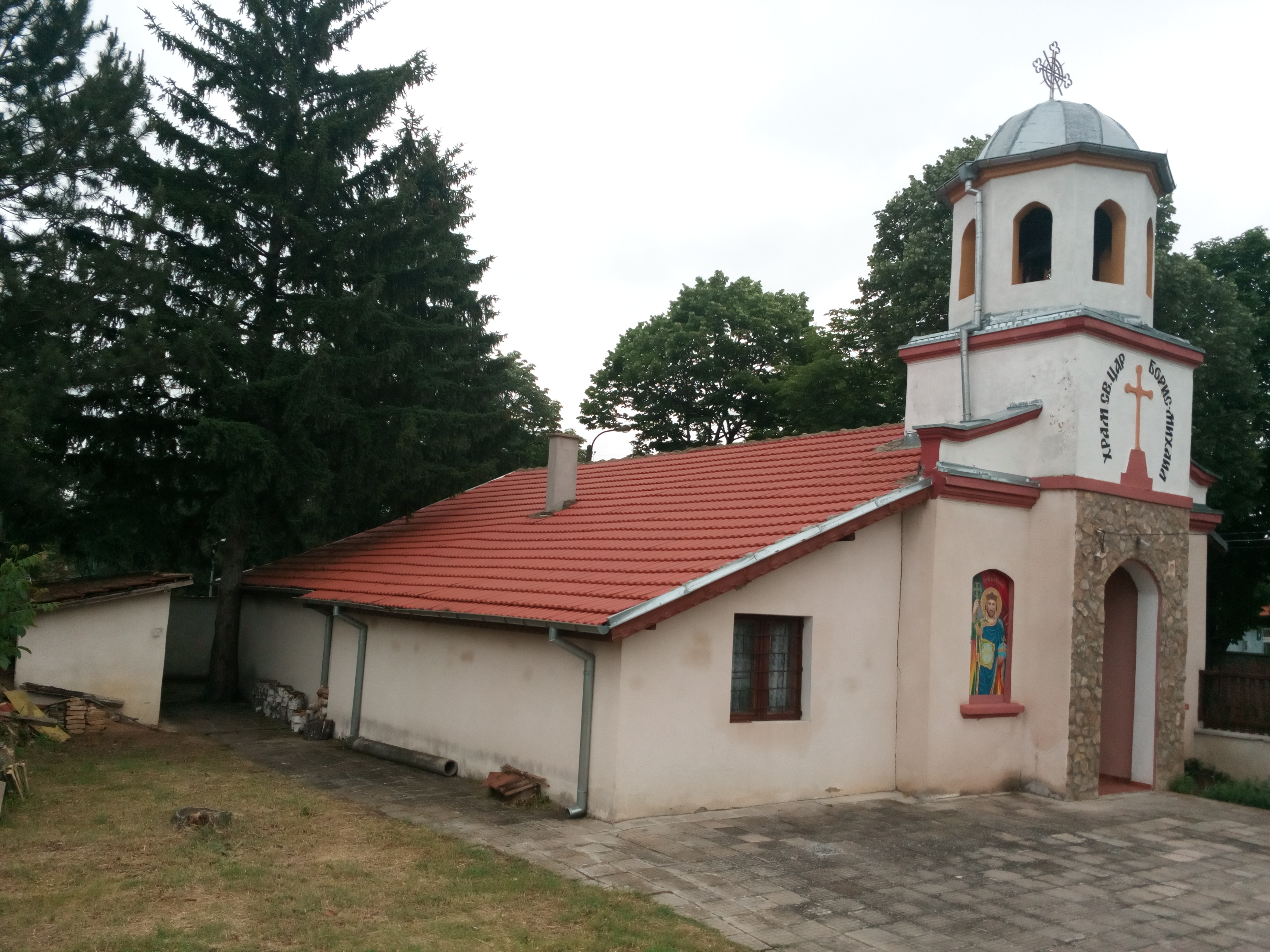
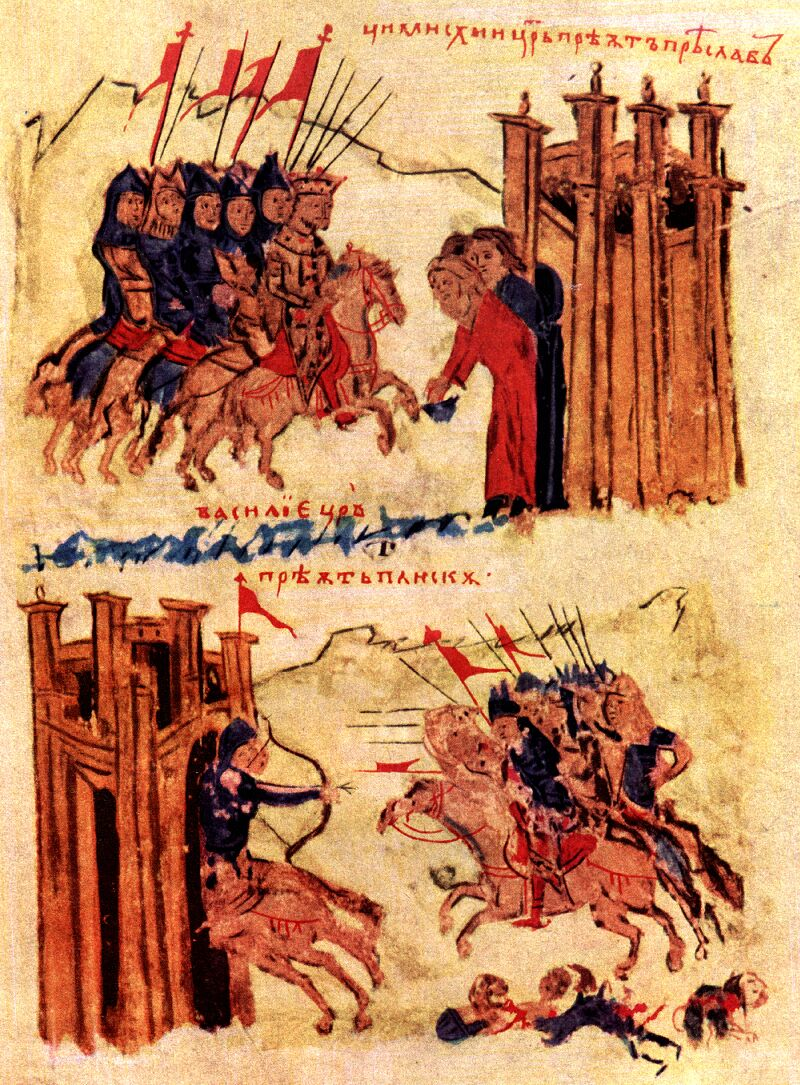

在九世纪后期，在鲍里斯一世统治期间，普利斯卡（Pliska）的异教神庙很可能开始改建为基督教教堂。[8] 886年，鲍里斯（Boris）创立了普利斯卡文学学校（Pliska Literary School），该学校迁至普雷斯拉夫（Preslav）